# Superstars Series

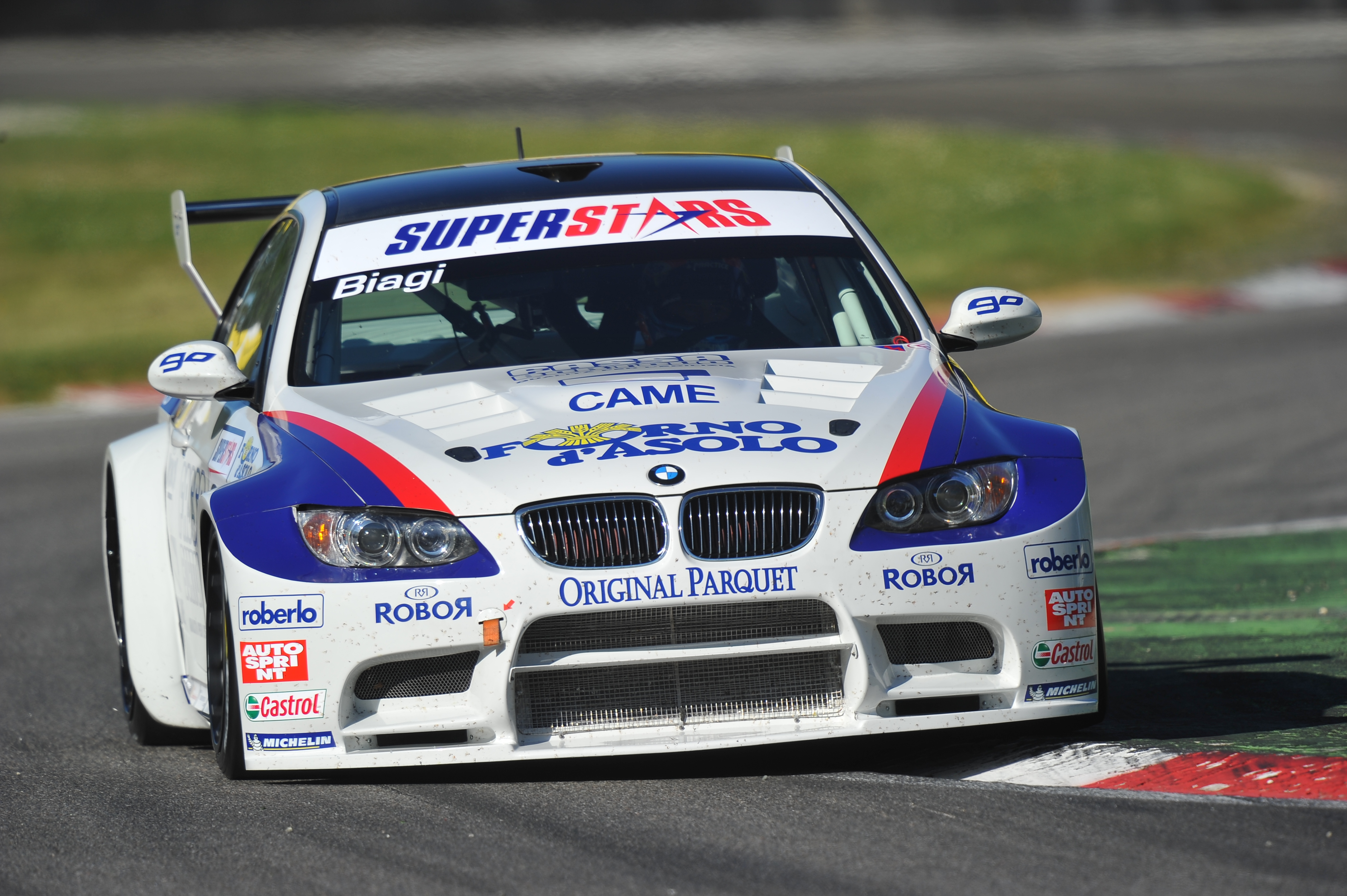

 SuperStars Series— гоночная серия кузовных автомобилей, созданная в 2003 году в Италии. Проводилась до 2013 года компанией FG Sport (также проводит Чемпионат мира по супербайку) под эгидой CSAI (итальянской автоспортивной федерации). Этапы серии проходили преимущественно в рамках гонок поддержки других чемпионатов (LMS, FIA GT, итальянский GT). Серия поставляла обзоры ведущим телеканалам автомотоспортивной тематики и тележурналам. В России обзоры гонок серии в 2007—2008 г. показывал канал 7ТВ, в 2009 г. — в прямом эфире. Также по мотивам серии выпущен официальный симулятор Superstars V8 Racing.

## История
Гонки проводятся с 2004 г., когда серия называлась Национальным трофеем. Календарь постепенно расширяется трассами не только в Италии, но и за её пределами (в 2007 г. была проведена гонка на Нюрбургринге). В 2007 г. была организована международная серия из выездных и итальянских этапов. Растет и число участников и допущенных автомобилей. В 2006 г. в серии появилась заводская команда Ауди — Audi Sport Italia с полноприводной Audi RS4, за её рулём три победы одержала Тамара Видали. А чемпионом 2007 г. стал заводской гонщик Ауди и бывший гонщик F1 Джанни Морбиделли. Также в 2007 г. дебютировал известный горнолыжник Кристиан Гедина. Если в 2004 г. на старт выходило 5-6 машин, то на 2009 г. подано до 25 заявок (хотя заводская команда Ауди покинула серию), а среди гонщиков есть сразу 3 бывших гонщика Формулы 1 — Джанни Морбиделли, Пьерлуиджи Мартини и Андреа Кьеза.

## Технический регламент
В серию допускаются любые автомобили, соответствующие «философии серии» — 4-дверные автомобили (седаны) с двигателями V8 рабочим объемом от 3 до 7 литров, длиной более 4,2 м (и, соответственно, омологированные техническим комитетом — STC). При этом организаторы оставляют за собой право изменять минимальный допустимый вес, применять рестрикторы, запрещать использование тех или иных узлов. За исполнением техрегламента следит фирма ORAL Engineering (под руководством Мауро Форгьери). Машины готовятся и выставляются на гонки тюнинговыми компаниями и дилерскими центрами, независимыми от производителя.
С 2009 г. автомобили могут комплектоваться «неродными» двигателями, произведенными тем же производителем и удовлетворяющими требованиям регламента. Минимальные веса будут определяться исходя из соотношения мощность/масса, как и в чемпионате GT3. За исполнением техрегламента будет следить постоянное бюро.
Автомобили не ограничены ни по типу привода, ни по наличию компрессора. Всего допущено к переделке и участию в гонках 9 типов машин — Audi RS4 (полноприводные), БМВ М5 (Е39), БМВ М3 (Е90), BMW 550 (Е60), Mercedes-AMG C63, Chrysler 300C SRT8, Jaguar S-type (с механическим нагнетателем), Chevrolet Lumina SS, Cadillac CTS-V, с минимальной массой без водителя от 1225 кг (BMW 550) до 1435 кг (Audi RS4).
В 2009 г. к ним добавились Maserati Quattroporte. Кроме того, в 2009 г. допущены купе Ауди S5 и BMW M3 E92, под обозначением «двух-дверных седанов», а затем требование «седана» было заменено на «четырехместная машина». Также с 2009 г. введен новый зачёт для автомобилей возрастом 4 года и больше — в эту категорию попали BMW M5 и Jaguar S-type. В 2010 г. Jaguar S-type сменил новый Jaguar XF, добавился хетчбэк Porsche Panamera.
| Допущенные к участию автомобили | Допущенные к участию автомобили | Допущенные к участию автомобили | Допущенные к участию автомобили | Допущенные к участию автомобили | Допущенные к участию автомобили |
| Машина                          | Тип двигателя                   | Тип привода                     | Мин. масса, кг                  | Мин. масса с водителем, кг      | Время действия омологации       |
| ------------------------------- | ------------------------------- | ------------------------------- | ------------------------------- | ------------------------------- | ------------------------------- |
| Audi RS4                        | Атмосферный                     | Полный                          | 1435                            | 1510                            | с 2005                          |
| BMW M5                          | Атмосферный                     | Задний                          | 1265                            | 1340                            | с 2004                          |
| Jaguar S-type R                 | Механический компрессор         | Задний                          | 1330                            | 1405                            | с 2004                          |
| BMW 550                         | Атмосферный                     | Задний                          | 1225                            | 1300                            | с 2006                          |
| Caddilac CTS-V                  | Атмосферный                     | Задний                          | 1300                            | 1375                            | с 2007                          |
| BMW M3                          | Атмосферный                     | Задний                          | 1325                            | 1400                            | с 2008                          |
| Chrysler 300C SRT8              | Атмосферный                     | Задний                          | 1345                            | 1420                            | с 2007                          |
| Mercedes C63 AMG                | Атмосферный                     | Задний                          | 1400                            | 1475                            | с 2008                          |
| Chevrolet Lumina SS             | Атмосферный                     | Задний                          |                                 |                                 | с 2008                          |

Автомобили подвергаются минимальным переделкам, для минимизации стоимости участия. Переделки разрешаются строго в определенных зонах. При подготовке двигателя он должен сохранять степень сжатия, все КПП должны быть оригинальными, механическими (за исключением случаев, когда производитель не предлагает для модели механическую КПП, тогда разрешается использовать КПП другого автомобиля того же производителя. С 2009 г. разрешено комплектовать автомобили секвентальными коробками, но с дополнительным балластом в 30 кг. Кроме того, все автомобили оснащаются стандартными тормозами (6-поршневые AP Racing) и регулируемым задним крылом. Серия имеет единого поставщика покрышек — Pirelli — которая поставляет по 6 комплектов стандартной размерности (18х9,5") на машину на гоночный уикенд. При этом запрещены системы АБС и трекшн-контроля.
Фактически, «философия серии» говорит о гонках серийных больших дорожных седанов с восьмицилиндровыми двигателями — мечта каждого автомобилиста. Правила минимального веса и весовых гандикапов их уравнивает. Стоимость сезона должна составлять около 80-120 тыс. евро.

## Спортивный регламент
Гоночный уикенд состоит из двух 30-минутных тренировочных сессий, одной 30 (или 25) -минутной квалификационной сессии и гонки продолжительностью 25 минут плюс 1 круг. Старт осуществляется с ходу, после 2-х прогревочных кругов. В ходе гонки пит-стопы обычно не проводятся (за исключением ремонта или смены шин). С 2009 г. в ходе этапа проводится две гонки, на старте второй гонке первая восьмерка стартует обратно финишному порядку первой гонки. Разрешено за разные гонки одного этапа заявлять разных гонщиков. Кроме того введен Суперпоул для 3-х быстрейших гонщиков квалификации.
Вознаграждаются 10 первых гонщиков, получающих очки по системе 20-15-12-10-8-6-4-3-2-1. С 2007 г. обладатели первых трёх позиций по итогам квалификации также получают от 3 до 1 очков. С 2009 г. бонусные очки стали даваться за победу в квалификации и быстрые круги в каждой гонке, по 1 очку. В международной серии ведется также зачёт команд — по лучшей машине. Заводские команды (Audi) в международный зачёт не допускаются.
За удачные выступления (таблица А) и продвижение в общем зачёте чемпионата (таблица Б) участники получают весовой балласт, который, однако, не может превышать 110 кг. Новички получают стартовый балласт в 20 кг. С 2009 г. максимальный балласт определен в 80 кг.
| Таблица гандикапов           | Таблица гандикапов          | Таблица гандикапов               | Таблица гандикапов               |
| Таблица A (позиция в гонке)  | Таблица A (позиция в гонке) | Таблица B (позиция в чемпионате) | Таблица B (позиция в чемпионате) |
| Позиция на финише            | Добавочный вес, кг          | Позиция в чемпионате             | Добавочный вес, кг               |
| ---------------------------- | --------------------------- | -------------------------------- | -------------------------------- |
| 1                            | 40                          | 1                                | 40                               |
| 2                            | 20                          | 2                                | 20                               |
| 3                            | 10                          | 3                                | 10                               |
| 4                            | 0                           | 4                                | 0                                |
| 5                            | 0                           | 5                                | 0                                |
| 6                            | 0                           | 6                                | 0                                |
| 7                            | -10                         | 7                                | 0                                |
| 8                            | -20                         | 8                                | 0                                |
| 9                            | -30                         |                                  |                                  |
| 10                           | -40                         |                                  |                                  |
| 11                           | -40                         |                                  |                                  |
| Не финишировал, не стартовал | -10                         |                                  |                                  |
| Дисквалифицирован            | 0                           |                                  |                                  |

## Чемпионы
| Сезон | Итальянский зачёт                 | Итальянский зачёт                        | Международный зачёт              | Международный зачёт |
| Сезон | Гонщик                            | Команда                                  | Гонщик                           | Команда             |
| ----- | --------------------------------- | ---------------------------------------- | -------------------------------- | ------------------- |
| 2004  | Франческо Аскани (BMW M5 (E39))   | CAAL Racing                              |                                  |                     |
| 2005  | Тобиа Мазини (Audi RS6 (C5))      | CAAL Racing                              |                                  |                     |
| 2006  | Массимо Пиголи (Jaguar S-Type R)  | Audi Sport Italia                        |                                  |                     |
| 2007  | Джанни Морбиделли (Audi RS4 (B7)) |                                          | Джулиано Алесси (BMW 550i)       | CAAL Racing         |
| 2008  | Джанни Морбиделли (Audi RS4 (B7)) | Стефано Габеллини (BMW 550i)             | CAAL Racing                      |                     |
| 2009  | Джанни Морбиделли (BMW M3 (E90))  | CAAL Racing                              | Джанни Морбиделли (BMW M3 (E90)) |                     |
| 2010  | Томас Бьяджи (BMW M3 (E92))       |                                          | Томас Бьяджи (BMW M3 (E92))      | Team BMW Italia     |
| 2011  | Альберто Черкуи (BMW M3 (E92))    | Андреа Бертолини (Maserati Quattroporte) | Team BMW Italia                  |                     |
| 2012  | Йохан Кристофферсон (Audi RS5)    | Йохан Кристофферсон (Audi RS5)           | Dinamic                          |                     |
| 2013  | Джанни Морбиделли (Audi RS5)      | Джанни Морбиделли (Audi RS5)             | Audi Sport Italia                |                     |